# 禾忽
禾忽（?—?），元定宗贵由的第三子。
禾忽袭贵由大名路岁赐，时称大名王，其分地在叶密立（今新疆额敏），也是贵由原来的分地。阿里不哥称汗，禾忽胁从，当时禾忽还是想归附忽必烈。1262年，迁到忽只儿之地，与察合台后王阿鲁忽，合兵抗拒阿里不哥。不久，还叶密立。阿里不哥兵至，迁到孛劣撒里，辗转至不剌城，妻子辎重留在彻彻里泽剌山。阿里不哥将哈剌不花来袭，禾忽与阿鲁忽合兵击败，斩杀哈刺不花，函首告捷。1263年春，阿里不哥兵至，禾忽与阿鲁忽在浑八升城拒战，失利。阿里不哥粮尽回军，与禾忽、阿鲁忽议和。1264年，禾忽与诸王八剌同时被忽必烈赐帛六万匹。海都叛乱，禾忽归附，被丞相安童所袭击，尽失其辎重。子南平王秃鲁、察拔特。

## 资料来源
- 《元史·宗室世系表》
- 《新元史》